# 72-я стрелковая дивизия (формирования 1936 года)
72-я стрелковая дивизия (72-я сд) — воинское соединение в РККА Вооружённых Сил СССР.

## История
Дивизия сформирована в августе 1936 г. переименованием 4-й Туркестанской стрелковой дивизии.
26 июля 1938 г. Главный Военный совет Красной Армии Киевский военный округ преобразовал в Киевский Особый военный округ (далее КОВО) и создал в округе армейские группы.
В сентябре 1938 г. 72-я сд, входившая в состав 17-го стрелкового корпуса Винницкой армейской группы КОВО приводилась в боевую готовность для оказания военной помощи Чехословакии.
16 сентября 1939 г. дивизия была в составе 13-го стрелкового корпуса Каменец-Подольской армейской группы Украинского фронта (далее УФ),.
С 17 сентября 1939 г. дивизия участвовала в военном походе в восточные районы Польши — Западную Украину,.
2 октября 1939 г. дивизия была в составе 13-го стрелкового корпуса Кавалерийской армейской группы Украинского фронта.
Дивизия участвовала в советско-финской войне 1939—1940 годов в сокращённом составе (два сп и один ап).
В январе 1940 г. дивизия перемещалась в г. Медвежьегорск, однако в связи с осложнением обстановки на фронте направлена в 8-ю армию для деблокады окружённых 18-й и 168-й сд.
В июне 1940 г. дивизия включена в состав 8-го ск 12-й армии войск Южного фронта для военного похода в Румынию.
В августе 1940 г. дивизия находилась на государственной границе на реке Сан.
24 апреля 1941 г. дивизия переформирована в 72-ю горнострелковую дивизию.

## Полное название
- 72-я стрелковая дивизия (август 1936 г. — 24 апреля 1941 г.)

## Командование

### Командиры дивизии
- Кальван, Иосиф Иванович, комбриг (08.1936 — 09.1937);
- Толбухин, Фёдор Иванович, комбриг (21.09.1937 — 14.07.1938)[4];
- Власов, Андрей Андреевич, комбриг (07.1938 — 09.1939);
- Визжилин, Виктор Алексеевич, полковник (31.01.1939 — 00.10.1939);
- Абрамидзе, Павел Ивлианович, генерал-майор (08.08.1940 — 24.04.1941)[3].

### Начальники штаба дивизии
- Толстов, Архип Иванович, майор, подполковник (09.1939 — 07.1940)
- Черноус, Павел Васильевич, майор (11.1940 — 24.04.1941)

## Отличившиеся воины дивизии
- Бережок, Григорий Карпович, старший лейтенант, командир батареи 33-го гаубичного артиллерийского полка.
- Рудаков, Евгений Михайлович, капитан, командир 394-го отдельного танкового батальона.